# ميخائيل تالبوت
ميخائيل تالبوت (بالإنجليزية: Michael Talbot)‏ هو ملحن بريطاني، ولد في 4 يناير 1943 في لوتن في المملكة المتحدة.

## وصلات خارجية
- ميخائيل تالبوت على موقع ميوزك برينز (الإنجليزية)
- ميخائيل تالبوت على موقع ميوزك برينز (الإنجليزية)
- ميخائيل تالبوت على موقع ديسكوغز (الإنجليزية)